# Еліягу Башіяці
Еліягу бен Моше бен Менахем Башіяці з Адріанополя (івр. אליהו בן משה בן מנחם בשייצי) (близько 1420, Адріанополь – 1490, Адріанополь) - караїмський хахам XV століття. Навчившись караїмської літератури та теології свого батька (Моше Башіяці) та діда (Менахема Башіяці), обидва вчені - хахами караїмської громади Адріанополя, Башіяці направився до Константинополя, де під керівництвом Мордехая Комтіно вивчав рабинську літературу, а також математику, астрономію та філософію, у яких він став успішним.

## Хахам в Адріанополі
У 1460 році Башіяці став наступником свого батька як хахам караїмської громади в Адріанополі. З багатьох листів, адресованих ним як представнику караїмської громади Константинополя, з 1480 по 1484 рік, до караїмських громад у Луцьку та Троках. Нойбауер робить висновок, що Башіяці більшу частину часу проживав у Константинополі. У цих листах він виступає сердечним захисником караїмської віри. Він закликає своїх основних релігійних діячів відправляти юнаків до Константинополя для вивчення їхніх релігійних авторитетів, щоб їхня віра не відмерла і вели побожне життя; інакше він оголосив би анафему знедоленим, коли вони виконували свої обов'язки. Він присвятив себе поліпшенню інтелектуального стану караїмів тощо, що внаслідок внутрішніх розбіжностей з релігійних питань було на той час дуже низьким.

## Адерет Еліягу
З метою врегулювання релігійних законів він склав кодекс під назвою «Адерет Еліягу» (івр. אדרת אליהו). Цей кодекс, який містив як обов'язкові, так і заборонні приписи, караїми вважають найбільшим авторитетним у цих питаннях. У ній Башіяці демонструє неабиякі знання не лише про найдавніші караїмські писання, а й про всі найважливіші рабинські праці, включаючи роботи Саадії Гаона, Авраама ібн Езри та Маймоніда, думки яких він обговорює.
«Адерет Еліягу» присвячений важливим аспектам практичного юдаїзму таким як:
- Лік часу (42 глави);
- Закони Шабату (22 розділи);
- Песах (10 розд.) та випікання маци (7 розділів);
- Свята Шавуот (10 розділів), Рош га-Шана (2 розділи) та Суккот (5 осіб) ;
- Йом-Кіпур (5 розділів)
- Молитва. Ця остання тема складається з трьох частин: теологія, етика і закони, що стосуються молитов.

## Богословська система
Богословська система Башіяці - це шедевр наочності та логічної точності. За прикладом Іуди Гадассі і, мабуть, ще старших майстрів караїзму, він створив десять статей вірування, правдивість яких він демонструє філософським чином:

### Фізичне існування
(1) Усе фізичне існування - тобто небесні сфери та все, що вони містять - створено.

#### Погляди на створення
Існує два види творінь: створення з чогось іншого і створення з нічого. Зараз існують речі, створені з чогось іншого, наприклад, з курки, створеної з яйця; але творіння з нічого відбувається лише з волі Бога. Всі складені істоти були утворені із стихій і першої матерії рухом сфер. Але питання в тому, чи були створені сфери та перша матерія. Філософи стверджують, що вони вічні, бо, мовляв, "нічого не можна створити з нічого". На думку Башьязі, це помилка, що виникає внаслідок судження про минуле за сучасністю. Філософи, не підозрюючи на власному досвіді створення ні з чого, роблять висновок, що такого творіння ніколи не могло бути. Припустивши тоді, що вони ніколи не бачили, щоб курка виходила з яйця, вони могли б також стверджувати, що курка була вічною, тому що вони не могли пояснити, як вона живе в яйці. Справа в тому, що неповноцінних істот не можна порівнювати з вищими, яких причина не може зачати. У цьому слід покладатися на одкровення, яке навіть філософія визнає істинним; і всі пророки заявляють, що сфери створені з нічого.

#### Опора на філософію
Однак, не задоволений лише релігійними доказами, Башіяці намагається навести філософські аргументи, і не маючи можливості подати їх суворо перипатетично, він демонструє свою статтю переконань теорією Авіценни про "необхідне" і "можливе". яку він помилково приписує Арістотелю. Оскільки філософія доводить, що існування всіх істот, крім Бога, є лише "можливим", сфери, як і перша матерія, повинні бути створені; інакше їх існування було б "необхідним", подібним до існування Бога.

### Бог
(2) У всіх істот є творець, який не створив себе. Це наслідки першої статті віри. Як було продемонстровано, що істоти створені, вони, мабуть, мали творця. Всі рухи передбачають рушій, фізичний чи духовний. Оскільки небо рухається фізичним двигуном, цей мотор, у свою чергу, повинен мати інший двигун; і так далі, поки не буде досягнуто Першодвигуна, Бога.
(3) Те, що Бог не має подоби і є абсолютно єдиним. Той факт, що існування лише Бога є необхідним, доводить, що Він не має подоби. Він також повинен бути єдиним; бо якщо існували дві істоти, існування яких було необхідним, одне з них повинно було бути причиною іншого. У такому випадку існував би лише той, чиє існування було необхідним. З іншого боку, припускаючи, що кожен з них є власною справою, один повинен мати відмінну якість, якою інший не володіє; бо якби обидва були однакові у всьому, вони б утворили одне; і істота, якій можна віднести якості, обов'язково складається, і тому вона повинна мати творця. Що стосується атрибутів Бога, знайдених у Біблії, вони повинні сприйматися негативно.

### Пророцтво і закон
(4) Бог послав Мойсея. Башіяці досліджує пророцтва з філософської точки зору; і, демонструючи це правдою, він стверджує, що вірі в місію Мойсея немає перешкод.
(5) Те, що Він дав через Мойсея Свою Тору, яка є досконалою.
(6) Що віруючий повинен знати мову та тлумачення Закону. Усі існуючі переклади Закону у багатьох місцях змінили сенс; тому віруюча людина повинна вивчити єврейську мову, щоб мати змогу читати Закон в оригіналі.
(7) Те, що Бог надихнув інших пророків.

### Есхатологія, винагорода та покарання
(8) Що Бог воскресить мертвих у Судний день. Башіяці  не взявся доводити статтю 8 по-філософськи, прийнявши традицію як задовільну. Більше того, це стає правдоподібним тим, що Бог створив Адама з глини.
(9) Що Бог винагороджує і карає кожного відповідно до його заслуг чи недоліків. Ця стаття віри, перебуваючи в тісному зв'язку з Провидінням і всезнання, Башіяці спростовує думку деяких філософів, які стверджують, що знання Бога несе тільки від універсалій, а не на окремі речі.
(10) Щоб Бог не відкинув засланих [євреїв], і що, хоча вони страждають, вони повинні щодня сподіватися на їх порятунок від Месії, сина Давида.

## Інші твори Башьязі
Інші твори Башязі: (1) Іггерет ха-Цом (Лист про піст у суботу), розділений на три розділи. Цей лист був спрямований проти Соломона Шарбіта ха-Захаба, який виступив проти думки Аарона бен Іллі караїма. (2) Іггерет Гід-ха-Наш (Лист про сухожилля, яке стиснулось, генерал xxxii. 33), обговорюючи питання, чи поширюється заборона на птахів. Це теж було спрямовано проти Соломона Шарбіта ха-Захаба. (3) Іггерет ха-Єрушах (Лист про спадщину). Ці три праці були опубліковані Авраамом Фірковичем (Евпаторія, 1835) разом із другим виданням "Адерет". (4) Халукат ха-Караїм (розкол караїмів). (5) Келі Нехошет (Інструмент міді) про використання астролябії та її конструкцію разом із трактатом з астрономії. (6) Меліцат ха-Міцвот (“Заповіді у віршах”), наслідуваний з Ажарота Соломона ібн Габірола. Це було опубліковано в караїмському сіддурі за ред. Відень, ii. 175. Башязі написав також багато молитов, які були втілені в караїмському молитовнику (ред. Відень, iii. 226).

## Сім'я
Праправнуком Іллі Башіяці був Мойсей бен Ілія Башіяці, який також був караїмським ученим.

## Ресурси
- Mikdash Me'at: An English Language Abridgement of Adderet Eliyahu [Архівовано 6 червня 2021 у Wayback Machine.] Translation with commentary, by Tomer Mangoubi, of Khacham Elijah Bashyazi's 15th century masterpiece of Jewish law.
- Kohler, Kaufman and Isaac Broydé. "Bashyazi, Elijah b. Moses b. Menahem of Adrianople". [Архівовано 29 червня 2011 у Wayback Machine.] Jewish Encyclopedia. Funk and Wagnalls, 1901–1906; which cites:
  - Fürst, Gesch. des Karäerthums, pp. 304-310;
  - Gottlober, Bikkoret la-Toledot ha-Karaim, p. 158;
  - Yost, Gesch. des Judenthums, ii. 331 et seq.;
  - P. F. Frankl, "Karaiten", in Ersch and Gruber, Encyklopädie, p. 18, note, 1883;
  - Neubauer, Aus der Petersburger Bibliothek, 1866, pp. 60, 140 et seq.